# Giờ Hồng Kông
Giờ Hồng Kông (viết tắt là: HKT; tiếng Trung: 香港時間) là giờ được sử dụng ở Hong Kong, được tính theo múi giờ UTC+08:00 trong toàn bộ thời gian của năm. Đài thiên văn Hồng Kông là cơ quan quản lý và đo đạc thời gian chính thức của giờ Hồng Kông.

## Quản lý và đo đạc thời gian
Từ năm 1885, thời gian ở Hồng Kông được xác định bằng các quan sát thiên văn tại Đài thiên văn Hồng Kông bằng cách sử dụng một giá đỡ đường xích đạo dào 6 inch và một vòng kinh tuyến dài 3 inch. Thời gian được thông báo cho công chúng, đặc biệt là các thủy thủ, bằng cách thả một quả bóng có đường kính 6 feet từ một chiếc cột buồm chính xác vào lúc 13:00 hàng ngày ở phía trước trụ sở Liên hợp Cảnh sát Biển, địa điểm này có thể nhìn thấy từ Cảng Victoria. Vào tháng 1 năm 1908, quả bóng thời gian đã được di dời đến đồi Blackhead Point, để người dân có thể quan sát rõ hơn. Với sự phát triển của công nghệ phát sóng radio và việc Đài phát thanh Hồng Kông đi vào hoạt động từ năm 1922, quả bóng thời gian mất đi tầm quan trọng vốn có của mình. Nó được dỡ bỏ vào ngày 30 tháng 6 năm 1933.
Trong Thế chiến thứ hai, giá đỡ đường xích đạo và vòng kinh tuyến bị mất. Sau chiến tranh, một chiếc đồng hồ quả lắc đã được lắp đặt và điều chỉnh bởi các tín hiệu thời gian từ các trung tâm theo dõi thời gian khác. Độ chính xác thời gian dần dần được cải thiện; dung sai kỹ thuật hàng ngày giảm từ vài giây xuống còn một phần năm giây.
Vào năm 1966, đồng hồ quả lắc trong Đài quan sát Hoàng gia Hồng Kông đã được thay thế bằng một hệ thống dao động tinh thể. Trong cùng năm đó, Đài quan sát Hoàng gia bắt đầu phát đi thông báo thời gian với tín hiệu 6-pip trên tần số 95 MHz. Việc làm này kéo dài đến ngày 16 tháng 9 năm 1989.
Năm 1980, Đài quan sát Hoàng gia đã thông qua việc thiết lập một hệ thống thời gian dựa trên đồng hồ nguyên tử của chùm đồng hồ Cesium. Hệ thống này thu hẹp dung sai kỹ thuật xuống dưới 1 phần nghìn giây. Tiêu chuẩn tần số của đồng hồ được tính dựa trên tiêu chuẩn chính được Phòng thí nghiệm Nghiên cứu Truyền thông của Nhật Bản sử dụng. Năm 1994, đồng hồ nguyên tử được thay thế bằng một mô hình mới hơn.
Thời gian Hồng Kông hiện tại có thể lấy từ máy chủ đồng hồ Lưu trữ ngày 14 tháng 3 năm 2014 tại Wayback Machine của Đài quan sát.